# Luce e vita
Luce-Vita (conosciuta anche come Chiesa viva o Oasi) è un movimento ecclesiale cattolico fondato dal sacerdote Franciszek Blachnicki.

## Storia
Nel 1954 Franciszek Blachnicki organizza un ritiro di giovani della durata di 15 giorni allo scopo di educarli ad una vita realmente cristiana. Tale ritiro si chiama "Oasi" e si ripeterà periodicamente.
Nel 1969 dall'esperienza delle oasi nascerà "Chiesa viva", base da cui si svilupperà il movimento cattolico "Luce-Vita".
Nel 1976 l'Oasi di Chiesa viva diventa il movimento cattolico "Luce-Vita".
Attualmente Luce-Vita è il principale movimento ecclesiale cattolico polacco ed ha decine di migliaia di aderenti.
Fin dagli anni sessanta l'opera di padre Blachnicki era conosciuta, apprezzata e stimolata da Karol Wojtyła.
Nel 1981, dal 23 al 27 settembre, Blachnicki assieme a Luigi Giussani ed il movimento Comunione e Liberazione organizzerà il Convegno di Roma. A tale convegno parteciperanno più di venti movimenti ecclesiali cattolici. Sarà il primo incontro mondiale tra i movimenti ed il papa (gli altri avverranno nel 1998 e nel 2006).
Attualmente Luce -Vita è tra i principali movimenti cattolici del mondo.

## I raduni
Peridiocamente gli appartenenti a  Chiesa viva si ritrovano oltre che alle Oasi anche in incontri periodici settimanali. Tali incontri, a cui partecipano generalmente 5-8 persone, si svolgono in due parti. Nella prima i partecipanti meditano e commentano la Bibbia ed i testi sacri, nella seconda provano a discutere di come far risplendere nella propria vita la luce e la vita di Dio.
Franciszek Blachnicki e il suo movimento vogliono fare in modo che i giovani possano sperimentare un incontro personale con Dio.